# ماسک مرگ

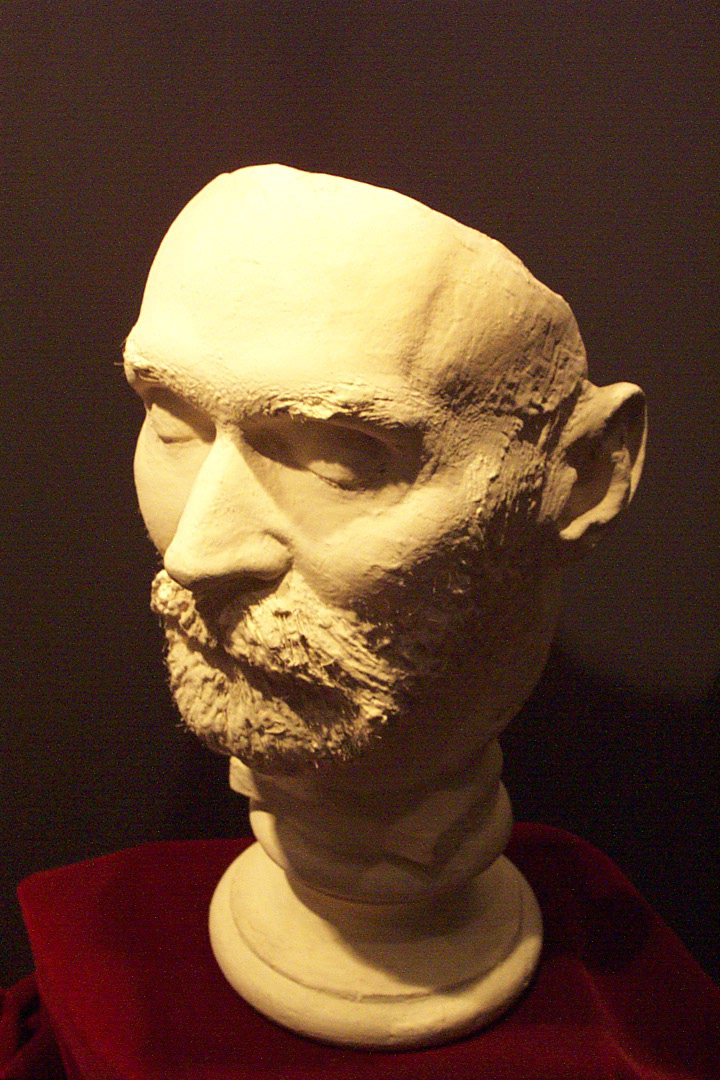
ماسک یادبود آلفرد نوبل، زمان اقامت او در برک برن در کارلزکوگا، سوئد

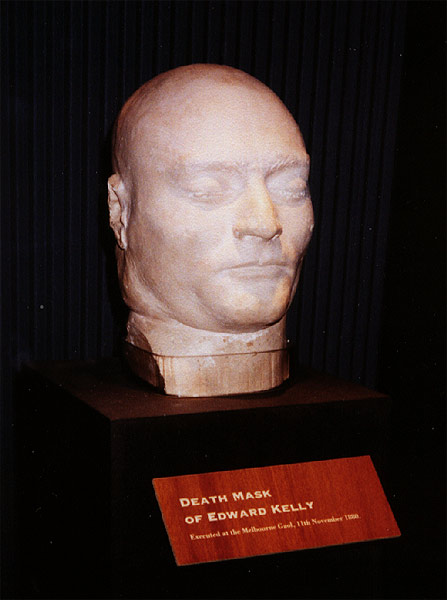
ماسک یادبود ند کلی، از آوارگان دشت‌های استرالیا

ماسک یادبود، ماسک مرگ، ماسک مرده یا ماسک درگذشته، مجسمه‌ای است از جنس گچ یا موم که پس از مرگ یک شخص، از صورتش به روش ریخته‌گری ساخته می‌شود. ماسک مرده ممکن است به منظور حفظ خاطره متوفی یا جهت کشیدن نقاشی از وی به کار رود.
ساختن و داشتن ماسک مرده در قرن هفدهم بسیار مرسوم بوده. بعدها گرفتن عکس، جای این ماسک را گرفت.